# Dekanat Barlinek
Dekanat Barlinek − jeden z dekanatów należący do archidiecezji szczecińsko-kamieńskiej.

## Parafie
- Barlinek Parafia św. Bonifacego
  - Kościoły filialne:
    1. Płonno
    2. Kaplica szpitalna w Barlinku
- Barlinek Parafia Niepokalanego Serca Najświętszej Maryi Panny
  - Kościoły filialne:
    1. Rychnów
    2. Moczydło
- Barlinek Parafia św. Wojciecha BM
  - Kościoły filialne:
    1. Osina
    2. Laskowo
- Będargowo (pw. św. Antoniego Padewskiego)
  - Kościoły filialne:
    1. Jarosławsko
    2. Krzynki
    3. Przekolno

- Boguszyny (pw. MB Różańcowej)
  - Kościoły filialne:
    1. Lubiana
    2. Płotno

- Jesionowo (pw. Chrystusa Króla)
  - Kościoły filialne:
    1. Jesionowo (pw. św. Floriana)
    2. Dziedzice
    3. Lucin
    4. Topolinek
- Pełczyce (pw. Narodzenia NMP)
  - Kościoły filialne:
    1. Bolewice
    2. Chrapowo
    3. Jagów
    4. Niesporowice
    5. Sarnik

- Przelewice (pw. MB Królowej Polski)
  - Kościoły filialne:
    1. Kluki
    2. Kosin
    3. Ślazowo
- Rosiny (pw. św. Michała Archanioła)
  - Kościoły filialne:
    1. Kłodzino
    2. Gardziec

## Dziekan i wicedziekan[3]
- Dziekan: ks. kan. Czesław Dobrowolski